# Голяма птица лира
Голямата птица лира (Menura novaehollandiae) е вид птица от семейство Menuridae.

## Разпространение
Видът е разпространен в Австралия.